# Phare de Hvaleyri
Le phare de Hvaleyri  est un phare situé sur la côte sud du Hvalfjörður, dans la région de Vesturland, en Islande.